# 中澤節子
中澤 節子（なかざわ せつこ、1930年〈昭和5年〉5月27日 - 1947年〈昭和22年〉9月）は、日本の女学生。17歳での自殺後、「哲学少女の自殺」として大きく報道され、のちに遺稿集『花ちりぬ』が出版された。同時期に自殺した原口統三などと共に、「純粋自殺」の一例とされる。

## 生涯

### 生い立ち
1930年（昭和5年）5月27日、兵庫県宝塚市に生まれる。5歳のときに、家代々の故郷である京都府乙訓郡大原野村（現・京都市西京区）へと転居した。
小学校6年の秋に、親しかった隣家の少女「桂ちやん」が死去。更に13歳の秋には、無二の親友であった「郁ちやん」をも失う。山下（2004）は、「……中沢節子のごとく感じやすい人間は幼友達の死にも激しいショックを受けるのであって、遠い幼い日のそうした隣人の死に直面したという体験が後年の彼女の自殺の導入部とならなかった保証はどこにもない。まして、彼女が神秘的な物思いに耽りやすい性質であったことを考えればなおさらである」と指摘している。

### 女学校生活
村の小学校を卒業し、1944年（昭和19年）に京都府立京都第二高等女学校（現・京都府立朱雀高等学校）に入学。節子は4月5日の日記に、「長い間憧れてゐた府二！。女学生！。私もとうとう女学生となつて、今日、洋々たる前途、大きな希望に向つて、力強く第一歩をふみ出したのであります」と記している。学校へは毎日、東向日町駅まで1里半の道を自転車で辿り、それから電車と徒歩で30分の通学を続けた。
1年時に歴史の担任だった桑名泰子は、「……教室では目立たない生徒でした。その割に試験の時には良い答案を出すので名前を覚えました」と記している。2年時には桑名が節子のいるクラス主任となり、そこで初めて日記を読み、節子が「いろいろと考へてゐる生徒」だと知ったという。しかし桑名が伊丹へ勤労動員に出ることになった関係から、4月のみの1ヶ月でクラス主任は交代している。しかしその後も節子とは話をしたり、本人から求められて日記の批評をしたりし、その中で「中澤さんの考へ方や心のもち方」が段々わかるようになったと、桑名は記している。
1年生の秋の頃に書いた作文「夕空」は、夕空を見上げながら亡き「郁ちやん」に思いを馳せる内容で、津留（1955）は「……この浪漫的、観念的な内容は、彼女の後まで続く一つの傾性を既に表わしている。かくて感傷を通して彼女の人生への態度は一段深まり、気分的な幸福への予感はしばしば無情の涙にかき消されてしまう。少女の上調子な明るさは消え、感情は繊細になり、しばしば物想いに耽けるようになる。こうして感傷から人生の限界や矛盾を考え出すようになる。それは素朴ながら一つの哲学的態度の発生とみてよいだろう」と指摘している。
2年生であった1945年（昭和20年）8月15日、終戦を迎える。このときの心情を、同年大晦日の日記に節子は記し、「昭和二十年、そして私の十五の年は敗北の年であつた。そして名ばかりは平和が訪れたけれど、七千万の民は飢餓線上をさまよつてゐるといふみじめな状態で過ぎ去らうとしてゐる」「そして天皇制が議論されるに至つて、国民学校の時から教へられ、勉強するのも、体を丈夫にするのも、ひたすら「陛下の為に尽くせる人となるため」と、考へてゐた考へ方に非常な打撃を受けた。あまりにおそれ多い事だと思ふ。天皇陛下のおはします事を否定するが如き人が、この大和民族の中に一人でも居ると夢にも思はなかつた」としている。
また、同年11月14日の日記には、清水澄子の『さゝやき』を読んだことを書き記し、「……あらゆるものを深く観察し、人間に対する鋭い批判が面白いので一気に読んでしまつたが（中略）、一少女の遺稿なるその本は、特によく修養をした人以外には非常に有害なものである事を感じた」とし、その理由として「……頭から物事を、つまらないと観、暗く寂しい考へ方をしてゐた事。それよりも自殺（特に、さういふ自殺）はどんなにか大きい、或る意味では他人を殺すのと同じ位の罪悪ではなからうか。キリストも罪悪と説いたし、また如何なる教へにも特別の場合の他の自殺はよい事としてゐない。不忠なり、不孝なり…だ」と感想を述べている。
1947年（昭和22年）5月には、少年少女の団体「希望への集ひ」（A・S・K）に顔を出し、以後数回出席した。節子は入会のきっかけについて、5月7日に対面式で行われた校友会紹介の際、「……Oさんがアメリカン・ソサイエティ・オブ・キョウト（A・S・K）の事を話して下さつたのでそれにはいる申込みをした」と記している。

### 自殺
1947年（昭和22年）9月の自殺の20日ほど前から、日記に現れる節子の暗鬱の気分は極度に高まっている。『花ちりぬ』に収録された最後の手記では、次のように書き記していた。
自殺の10日ほど前に、桑名は節子と話をしている。その際、「家族や先生や友達の誰彼の話から、あまりに好き嫌ひの度がはげしい」と桑名は考え、「貴方にはもつと暖い気持が必要だ」と節子に言った。そのことが節子にはかなりこたえ、後々までも気にしていたようであったという。桑名は「……私としては普通の意味で誰でも愛する様にしなければといつたつもりでした……」と記している。
自殺前日の桑名との会話では、節子は「誰かを心から愛したらその人はきつと同じ様に返してくれるでせうか」と質問している。桑名は「そんな事はないでせう、もしさうだつたら失恋なんてことはない筈だけれど」「貴方だつて本を沢山読んでゐるからこれ位判るでせう」と回答した。この返答についても桑名は「私が嘘を言つたとは思ひませんが、もつと説明の仕方があつたのではないかしら」「暖い心がないといつて注意したのは私ですが、その暖い心がその時の私には欠けていたのではないかと思ふと済まなく思ひます。ましておそくまで話したりして、相当ぎりぎりの状態に気持が来てゐることを知つてゐ乍ら、さういふ望のない言ひ方をした私に暖い心が欠けて居たとすまなく思ふのです」と振り返っている。
翌日、節子は校庭で服毒自殺（17歳没）。自殺直前に自らの手で数冊のノートを焼却していることもあり、自殺の動機は不詳である。その死は、新聞に「哲学少女の自殺」として大きく取り上げられ、問題とされた。

## 花ちりぬ

### 刊行
京都大学文学部の学生であった今居忠は、節子の死後の1947年（昭和22年）10月中旬から、節子が参加していた団体「希望への集ひ」（節子が「アメリカン・ソサイエティ・オブ・キョウト」と記していたものと同一）に参加するようになった。そこで今居は、「希望への集ひ」で募集した作文の中に、節子の書いた「弟への手紙」を見つけた。「私はその死が、新聞で取扱はれた意味以上に深い問題を含んでゐることを感じた。その内容と表現力とは、彼女の育つた時代や環境の悪条件と、一方あの若さとを思ひ合はせる時、正に私をして瞠若たらしめるものすらあつたのである」と記している。このことが、遺稿集『花ちりぬ』が刊行されるきっかけとなった。
全体は四部構成で、女学校入学以来の日記、作文、随筆の中から選定・編集が行われている。津留（1955）は、特に第四部は「死の影を宿した最も重要な内容を構成している」としているが、同時に「しかしこの文集からは彼女の家庭の情況や友人関係等、彼女の生活思想の裏打ともなるべき重要な事項はよくわからない。文集の前後に四人の人々による解説めいた感想等もあるが、彼女の自殺の原因については、何かはっきりした解釈は下されていない」と指摘している。

### 分析
節子の自殺は、前年に自殺した原口統三などと共に、「純粋自殺」の一例とされる。純粋自殺という概念について、『生きる不安の分析 ――自殺への誘惑は避けられないものだろうか――』（1952年、光文社）で『花ちりぬ』を分析している南博は、「純粋自殺とは、外面的な事情にもとずくより、内面的な、自己追究からおこなわれる自殺であり、「自殺のための自殺」という形をとる。（中略）純粋自殺は、たとえば失恋といつた表面の動機や傾向がどうあろうとも、自殺行動が純粋な自己否定という意識でおこなわれる点が特徴であり、のこされた記録は、その純粋さのゆえに、ふつうの自殺者には見られぬ、透明な、拡大した形で、その論理と心理とを、あらわにしている」としている。南は『花ちりぬ』について、「彼女の遺稿には、この早熟な魂が、死をおもい、生をかんがえつつ、しだいに自己の否定にいたる道がはつきりと示されている」としている。
南の分析は、節子が国民学校時代の友人を亡くし、死について考え始めたことを起点としている。芽生えてきた人生への疑いに対して、「純一な霊の世界に帰るために、日々自分の「まこと」を捧げて働かなければならない。そして丹念に自分を育んで行かう」と、一旦は積極的な生き方を決意するが、やがて再び疑いを抱き始め、その後再び、人間が死んだ後に残るのは「社会への奉仕、貢献のみではなからうか」という肯定に転ずる。そして清水澄子の『さゝやき』を読んで「信仰の大切だといふこと」を日記の中で強調するが、その信仰は常に懐疑を伴い、純粋を求める余り、現実の友人たちにも耐えがたくなってくる、としている。そして信仰を求めつつも理性を乗り越えることができないという深い矛盾を抱いており、「そのうえ、彼女は、現世的な、さまざまな条件にめぐまれていない、という強い自意識をもつている。この自己縮小感、あるいは自己否定こそ、彼女を自殺にかりたてる論理の中核である」と指摘している。そして最終的には、人間は一人で生き一人で死んでいくという結論、幸福の否定に至ってしまったとしている。
後藤宏行は、多くの青年たちは「理想主義された一元論的な世界観」を構築し、真実の世界や純粋の善美といったものを追求していくが、「しかし、この一元的な斉合性に依存する度合が強ければつよいほど、壁の外部にある複雑な現実に対処してゆく、主体的な強さをそぐ危険性が多分に生じてくる」とし、「……『花ちりぬ』の筆者中沢節子は、霊魂の不滅を信じ、永遠絶対の幸福を夢みながらも、敗戦後の社会的現実に失望し、「神というものの真実は？　人間とは何であろう。宗教と科学は両立するのか。」と次々に疑問を提起し、ついに「絶対的なものが何もない。美しいものもない。自分の力は頼るにしてはあまりに弱い。たまらない。」という袋小路に追いこまれて、わずか十七歳の人生の幕をとじたのである」と解説している。
椎名麟三は、理由がなくとも突然この世界全体を拒否したくなるという感情を「ニヒルの感情」と定義し、これによって引き起こされる自殺を「純粋自殺と呼ばれているところのものがそれである」としている。そして節子の『花ちりぬ』は、原口統三の手記と共に、「精神的な死であるニヒルの状況を明かにしている」としている。
出光明は、「清水澄子も、中沢節子も、また原口統三も、思想の高い低いの差はあつても、感傷的な自己陶酔に陥つている点では変りがない。三人が三人とも、純粋自殺で、自分の囲り（先生、友人、家庭）を否定し、社会も否定し、若い血潮が通つている自分自身の人生の幸福も否定している。（中略）純粋自我自己追求という哲学的な分野のことを、その系列をふまずに自己の智識の範囲内で処理しようとして、内部向けた眼を外に向けようとしないのはこの三人の純粋自殺者の共通している点である」「この人たちは、雑誌や本を普通の若い人が読むより沢山読んでいる。しかし乱読であつて目的を立てたり、系統だつたりして、読んでいないことである」と指摘している。
津留宏は、自殺の原因をはっきりさせるには「資料が限定され過ぎている」としつつも、『花ちりぬ』から読み取った自殺までの過程について、次のように記している。「彼女はこの中〈注：女学校〉で自分の高い自尊心を維持すべく殆んどそれだけの目的で精一杯勉強した。その結果、観念的知識は過剰になり、実践力の伴なわない批判性が育ってしまった。（中略）彼女は当然、夢多い少女となったが、現実の制約に気づくにつれ、それは感傷へと変っていった。彼女の過度に緊張した、高い自我水準からすれば、人生や自己の矛盾や制約は我慢のならぬものであった。（中略）そして乏しい経験のもとで唯、観念的に人生の最も根源的な問題に正面から取組んだのである。（中略）既に他人の愛情を求め出す年齢に達しながら、彼女はその性格や容姿や行動からして、教師や友人に深く愛されることがなかったようであり（この事実を認めることは彼女の自尊心が許さなかったが）これは生活気分を根底から暗くしている。かくて彼女の懐疑は虚無的になり、すべての原因を人生の淋しさに帰してしまう」。

## モデルとなった作品
椎名麟三が1955年（昭和30年）、『新女苑』1月号から12月号に連載した長編小説『愛の証言』の主人公は、節子をモデルとしている。椎名は節子とは関わりはなかったが、「ただ以前、彼女の手記「花散りぬ」を読んだとき、このような心をもっている少女が、社会のなかにほうりこまれたとき、どういうふうに生きて行くだろうかと、当時の私自身の問題としていろいろ考えさせられたことがあった。理屈っぽくいえば、当時の私の暗い壁であった主体性と社会性の矛盾の問題としてである。つまり節子さんと私は、似すぎているところがあったのだ」「で、節子さんを中田せい子として、学校から現実の社会のなかへ投げこんだのだった。そして私は、毎月の原稿枚数こそ、二十五枚そこそこのものであったが、新制高校を出てまのない若い彼女とともにこの一年を生きたのである」と記している。